# Gravat de Wright

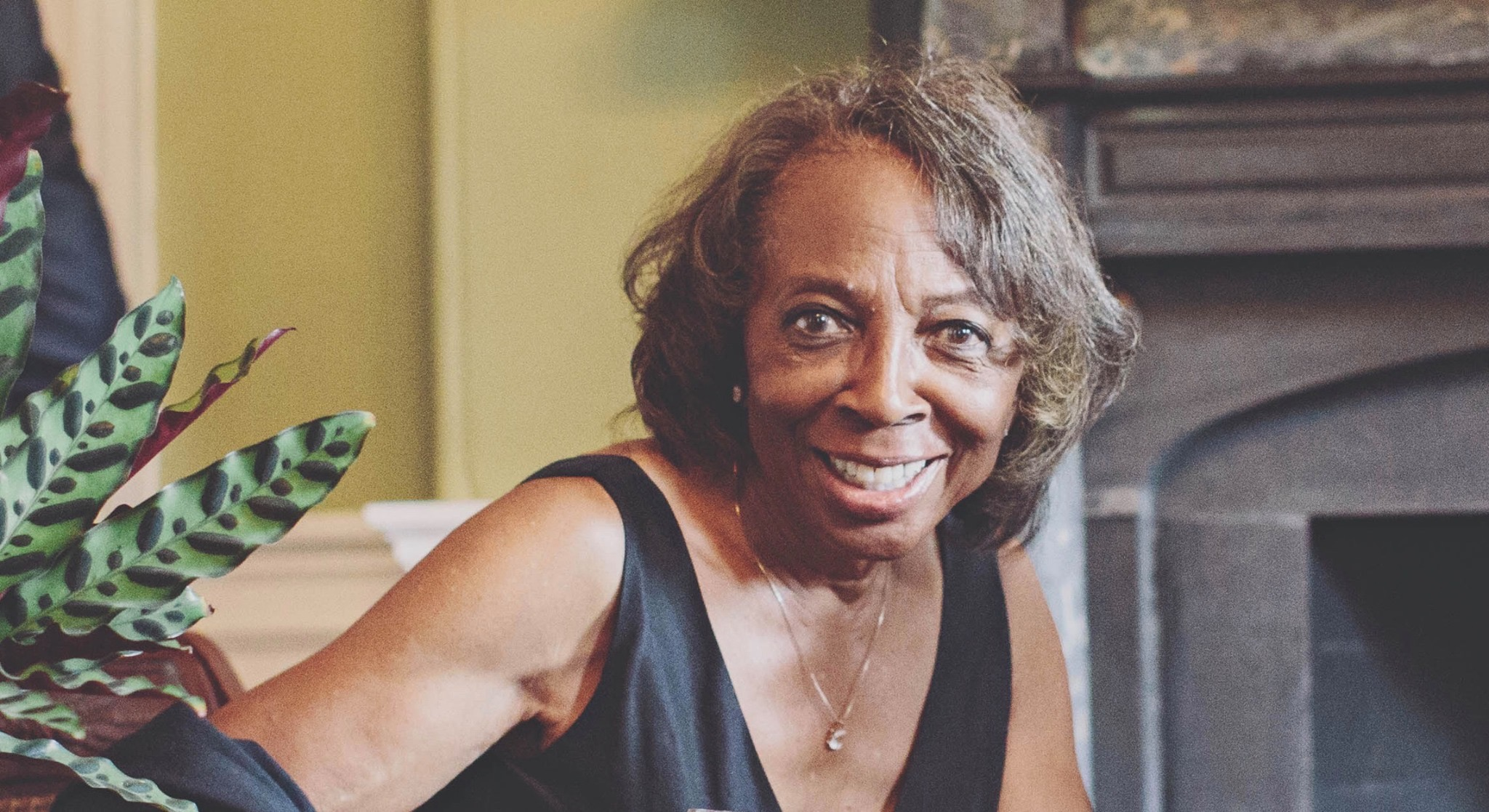
Margaret Wright Jenkins; 1936–2018.

El gravat de Wright (també Wright-Jenkins etch) és un gravat preferent per revelar defectes en oblies de silici de tipus p i n orientades a <100> i <111> utilitzades per fabricar transistors, microprocessadors, memòries i altres components. Revelar, identificar i corregir aquests defectes és essencial per avançar en el camí previst per la Llei de Moore. Va ser desenvolupat per Margaret Wright Jenkins (1936-2018) el 1976 mentre treballava en investigació i desenvolupament a Motorola Inc. a Phoenix, AZ. Va ser publicat l'any 1977. Aquest gravador revela falles d'apilament induïdes per l'oxidació clarament definides, dislocacions, remolins i estries amb una rugositat superficial mínima o picats estranys. Aquests defectes són causes conegudes de curtcircuits i fuites de corrent en dispositius semiconductors acabats (com ara transistors) si cauen a través d'unions aïllades. Una taxa de gravat relativament baixa (~ 1 micròmetre per minut) a temperatura ambient proporciona un control de gravat. La llarga vida útil d'aquest gravador permet emmagatzemar la solució en grans quantitats.
La composició de l'aiguafort de Wright és la següent:
- 60 ml d'HF concentrat (àcid fluorhídric)
- 30 ml HNO₃ concentrat (àcid nítric)
- 30 ml de 5 mol de CrO₃ (mescla 1 gram de triòxid de crom per 2 ml d'aigua; els números són sospitosament rodons perquè el pes molecular del triòxid de crom és gairebé exactament 100).
- 2 grams de Cu(NO₃)₂ . 3H₂O (Nitrat de coure II trihidrat)
- 60 ml CH₃COOH concentrat (àcid acètic)
- 60 ml H₂O (aigua desionitzada)[3]

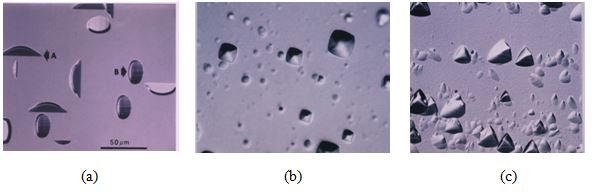
Figura 1 (a), (b), (c)

Tot el gravat preferent experimental per mostrar defectes es va fer en oblies netejades i oxidades. Totes les oxidacions es van realitzar a 1200 °C al vapor durant 75 minuts. La figura 1 (a) mostra errors d'apilament induïts per l'oxidació en oblies orientades a <100> després de 30 minuts de gravat de Wright, (b) i (c) mostren fosses de dislocació en oblies orientades a <100>- i <111> respectivament després de 20 minuts de gravat Wright.